# Elisaeus Adougan
Elisaeus Adougan est un prélat écossais de la fin du XIVe siècle et du début du XVe siècle.

## Biographie
Le nom d'Elisaeus Adougan est attesté pour la première fois dans la correspondance du pape d'Avignon Clément VII. Dans des lettres du 2 août et du 25 novembre 1390, il s'adresse à Adougan, décrit comme recteur de l'église paroissiale de Kirkmahoe (en), pour l'autoriser à occuper la position de prévôt de la collégiale de Lincluden (en), à condition qu'il démissionne de sa charge à Kirkmahoe dans les deux années qui suivent,,. Lincluden, à l'origine un couvent bénédictin, est érigée en collégiale par le pape le 7 mai 1389 à la demande du seigneur de Galloway (en) Archibald Douglas,,. Adougan détient toujours les deux bénéfices de Kirkmahoe et Lincluden en date du 17 mai 1391, lorsque Clément VII lui écrit pour le nommer chanoine prébendaire de la cathédrale de Glasgow.
Elisaeus Adougan reste prévôt de Lincluden jusqu'en 1406, lorsqu'il est élu avec confirmation pontificale au siège vacant de l'évêché de Galloway. L'historien Michael Brown considère que son élection est due à l'influence d'Archibald Douglas, devenu comte de Douglas en 1400. D'après une charte perdue, l'année 1412 est la septième année depuis sa consécration,,. On ne sait rien d'autre de sa carrière épiscopale, et même sa date de décès est inconnue. Elle se situe nécessairement avant le 14 juin 1415, date de la première mention connue de la vacance du siège.